# Hliník (postava)

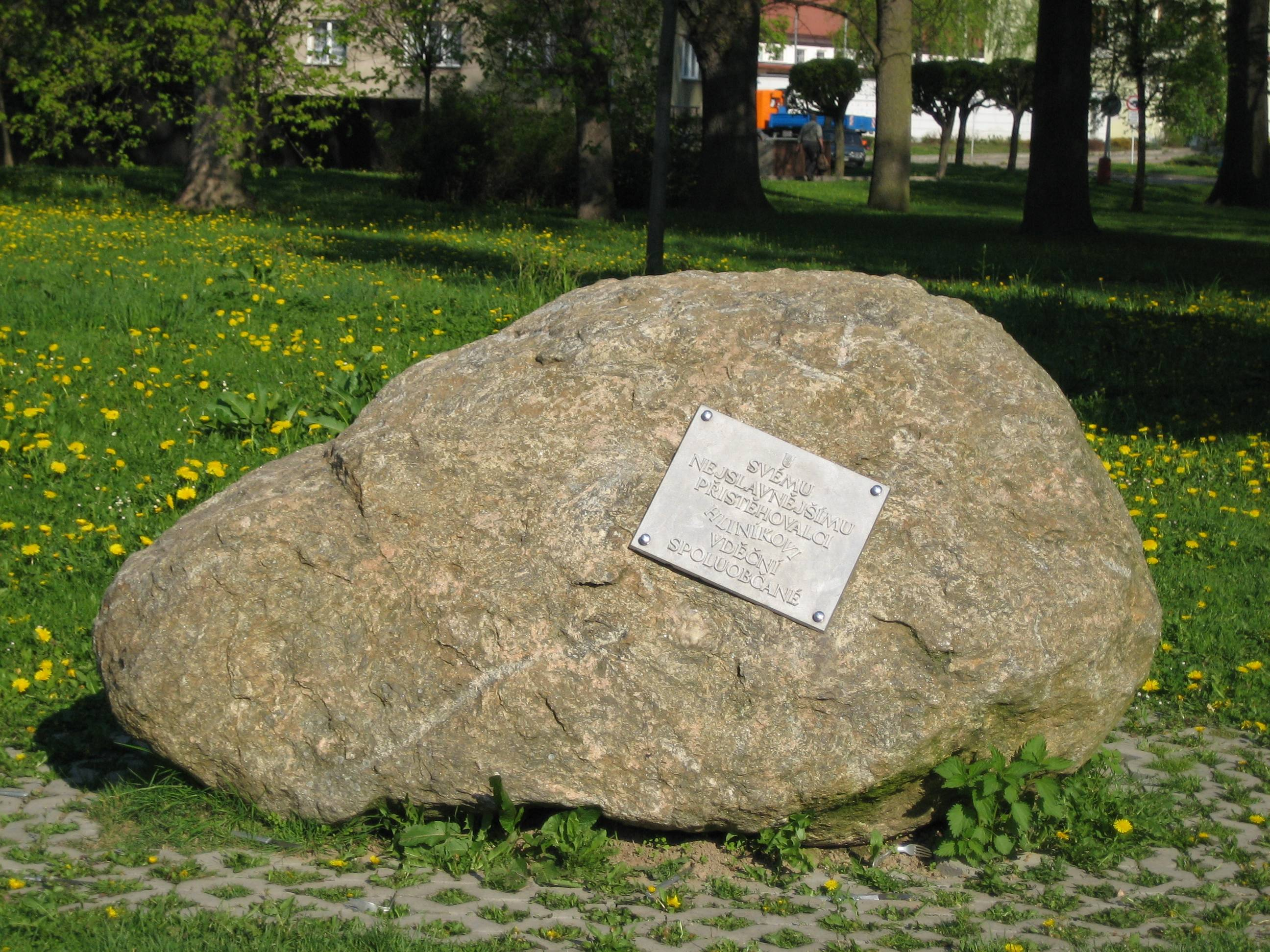
Hliníkova pamětní deska

Hliník je fiktivní postava zmiňovaná v komedii Zdeňka Svěráka a Ladislava Smoljaka Marečku, podejte mi pero!. Ve filmu jej není možné spatřit, neboť ve třídě, kam chodí pracující na večerní studium, je stále nepřítomen. Odstěhoval se totiž do Humpolce.
Tak jako mnoho postav z tohoto filmu, má i Hliník svůj skutečný předobraz. Když Zdeněk Svěrák začínal studium gymnázia, byl do jeho třídy zapsán jakýsi Oliverius, kterého však studenti nikdy nepoznali, protože se údajně odstěhoval.
Hliníka proslavila fráze „Hliník se odstěhoval do Humpolce!“, kterou ve filmu opakovaně pronášel žák Mužík (Zdeněk Srstka), kdykoli učitel večerní školy zapisoval prezenci a dospěl ke jménu Hliník. V jedné scéně pak Mužík automaticky zareagoval totožně i na výklad chemikáře Lapáčka (František Filipovský), který komentoval svůj experiment slovy „a nyní se přesvědčíme, zda je přítomen hliník“.
Fráze získala takovou popularitu, že Hliníkovi byla roku 2002 v Humpolci odkryta pamětní deska (na událost byli pozváni jak Hliníkovi „stvořitelé“ Smoljak a Svěrák, tak jeho „jediný známý“ Zdeněk Srstka) a posléze i otevřeno recesistické muzeum HLINÍKárium na jeho počest. U pamětní desky byla následně vysazena i švestka „přesazená z Hujerovy zahrádky”.
Na Silvestra 2007 uvedla Česká televize parodické vydání pořadu Pošta pro tebe s Ester Janečkovou, Martinem Kavanem a Zdeňkem Srstkou, kde Pavel Liška ztvárnil Hliníka, zaměstnance sběrných surovin v Humpolci.